# Eurytoma tulaya
Eurytoma tulaya is een vliesvleugelig insect uit de familie Eurytomidae. De wetenschappelijke naam is voor het eerst geldig gepubliceerd in 1904 door Özdikmen.